# Valeriana philippiana
Valeriana philippiana är en kaprifolväxtart som beskrevs av Briquet. Valeriana philippiana ingår i släktet vänderötter, och familjen kaprifolväxter. Inga underarter finns listade i Catalogue of Life.